# وكالة بازرعة
وكالة بازرعة أو وكالة الكيخيا تقع بشارع التمبكشية بمنطقة الجمالية، في حي الأزهر بالقاهرة وتعد من أشهر الوكالات الأثرية التي بنيت في مصر في فترة الحكم العثماني في القرن 11 الهجري (17الميلادي). وعرفت الوكالة سابقاً بوكالة الكيخيا، نسبة إلى حسن كتخدا الملقب بـ«الكيخيا»، وكانت معدة لبيع الأخشاب. وظلت معروفة بهذا الاسم حتى أواخر القرن التاسع عشر، حين اشتراها محمد بازرعة وهو تاجر من أصل حضرمي. ثم أطلق عليها اسم «وكالة بازرعة» وخصصها لبيع الصابون النابلسي والبن اليمني.

## الوصف
وضع تخطيط وكالة بازرعة على أساس التخطيط للداخل، بحيث تنتظم عناصر والوكالة ووحداتها حول فناء أو صحن مستطيل مكشوف وذلك تبعاً للنمط الذي كان سائداً في العصر المملوكي. وتتكون الوكالة من جزءين: الأول تجاري يضم حواصل تنتظم حول الصحن بالطابقين الأرضي والأول، بالإضافة إلى المحلات التجارية التي تطل على الواجهة الرئيسية للوكالة في شارع التمبكشية بالطابق الأرضي.
أما الجزء الثاني فهو جناح سكني يتكون من طابقين أعلى الحواصل، وتتكون كل وحدة سكنية من طابق أول فيه مدخل ودورة مياه ومطبخ صغير وسلم وقاعة استقبال ومعيشة بارتفاع طابقين.
وللوكالة مدخلان: الأول، رئيسي يؤدي إلى فناء الوكالة، والثاني مدخل خاص يؤدي إلى الوحدات السكنية العلوية ولا يتصل بالصحن. إذ يُصعد من خلاله إلى الأدوار السكنية مباشرة وفي ذلك مراعاة للخصوصية وفصل حركة التجارة عن حركة النزلاء. هذا ويقع المدخلان على واجهة الوكالة الشمالية، أما بقية واجهات الوكالة فملاصقة لمبانٍ مجاورة. اما أهم ما يميز الواجهة الرئيسية للوكالة فكتلة المدخل، التي يبلغ اتساعها حوالي 5.40م ويتوجها عقد موتور «نصف دائري» مكون من صنجات حجرية. ويتصدر كتلة المدخل فتحة تضم الباب الرئيسي المكون من ضلفتين (درفتين) خشبيتين خاليتين من الزخارف. ويحيط بكتلة المدخل والباب الرئيسي «جفت لاعب»، وهو نوع من الزخرفة انتشر في العصر المملوكي والعثماني باستخدام حرف «الميم» بطريقة هندسية، وهنا نجدها وقد شكلت ميمات سداسية.
ويبلغ طول صحن الوكالة 27.65م وعرضه 10.75م، اما جدرانه الأربعة فعبارة عن بائكات، كل بائكة مكونة من صفين من العقود يعلو كل منهما الآخر، وتحمل هذه البوائك دعامات حجرية مربعة تمثل واجهة الممر الذي يتقدم الحواصل الموجودة بالصحن بالطابق الأرضي والأول. ويوجد فوق حواصل الدور الأول رفرف خشبي مزخرف في واجهته بزخارف نباتيه. وهذا الزخرف محمول على كوابيل خشبية.
أما الاجزاء السكنية وملحقاتها فتطل على الصحن عن طريق فتحات نوافذ يغلق على كل فتحة، إما شباك حجاب من الخشب الخرط أو مشربية خشبية من الخشب الخرط ويحمل كل مشربية مجموعة من الكوابيل الخشبية. وقد استخدمت الأحجار القوية في بناء الدور الأرضي والأولى للوكالة كحوائط حاملة، أما باقي الوكالة فبني من الآجر الأحمر (الطوب أو القرميد الاحمر) وغطي بطبقة من الجير (الكلس). كما استعمل في واجهة الوكالة وواجهة الطابق الأرضي والأول من الداخل التشكيل اللوني «المشهر» وهو استخدام اللونين الأصفر والأسود في طلاء الحجر وهو نوع من الزخرفة استخدم منذ بداية العصر المملوكي.

## الترميم
في مارس 2002 افتتحت أعمال ترميم وصيانة الوكالة استغرقت نحو ثلاث سنوات وتكلفت حوالي 5 ملايين جنيه. وتقرر تحويلها إلى مركز دولي للحرف التقليدية والفنية. تضمنت أعمال الصيانة ترميماً معمارياً دقيقاً للجدران والحوائط. وشمل تنظيف جميع الأخشاب «الأرابيسك» من مشربيات ونوافذ وأبواب، ودهنها بمواد تحافظ على طبيعة الخشب ولا تؤثر في طبيعته الأثرية، وتغيير بلاط البانكات التي تآكلت بفعل الزمن، وتزويد الوكالة بنظم انارة على أعلى مستوى.

## معرض صور

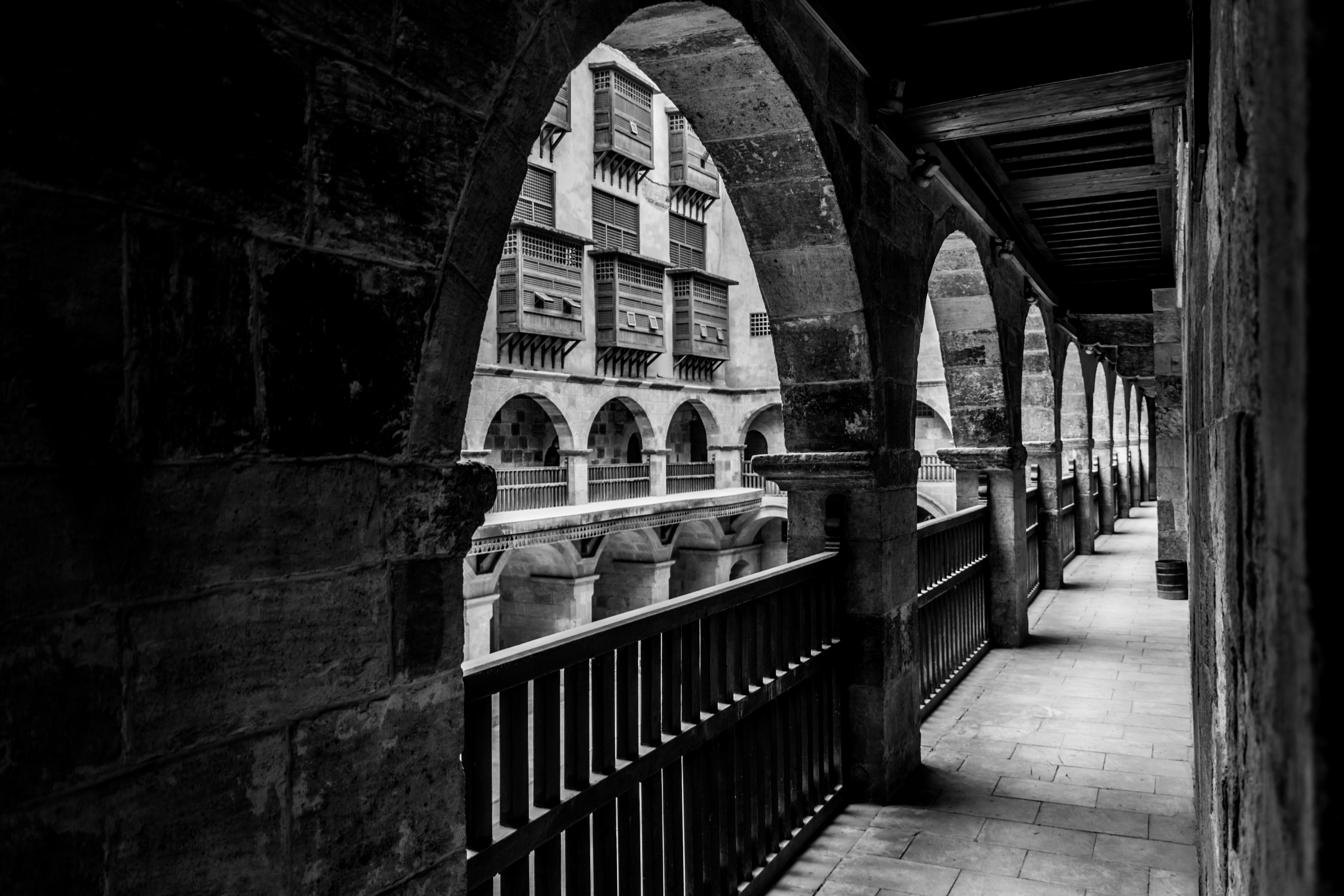
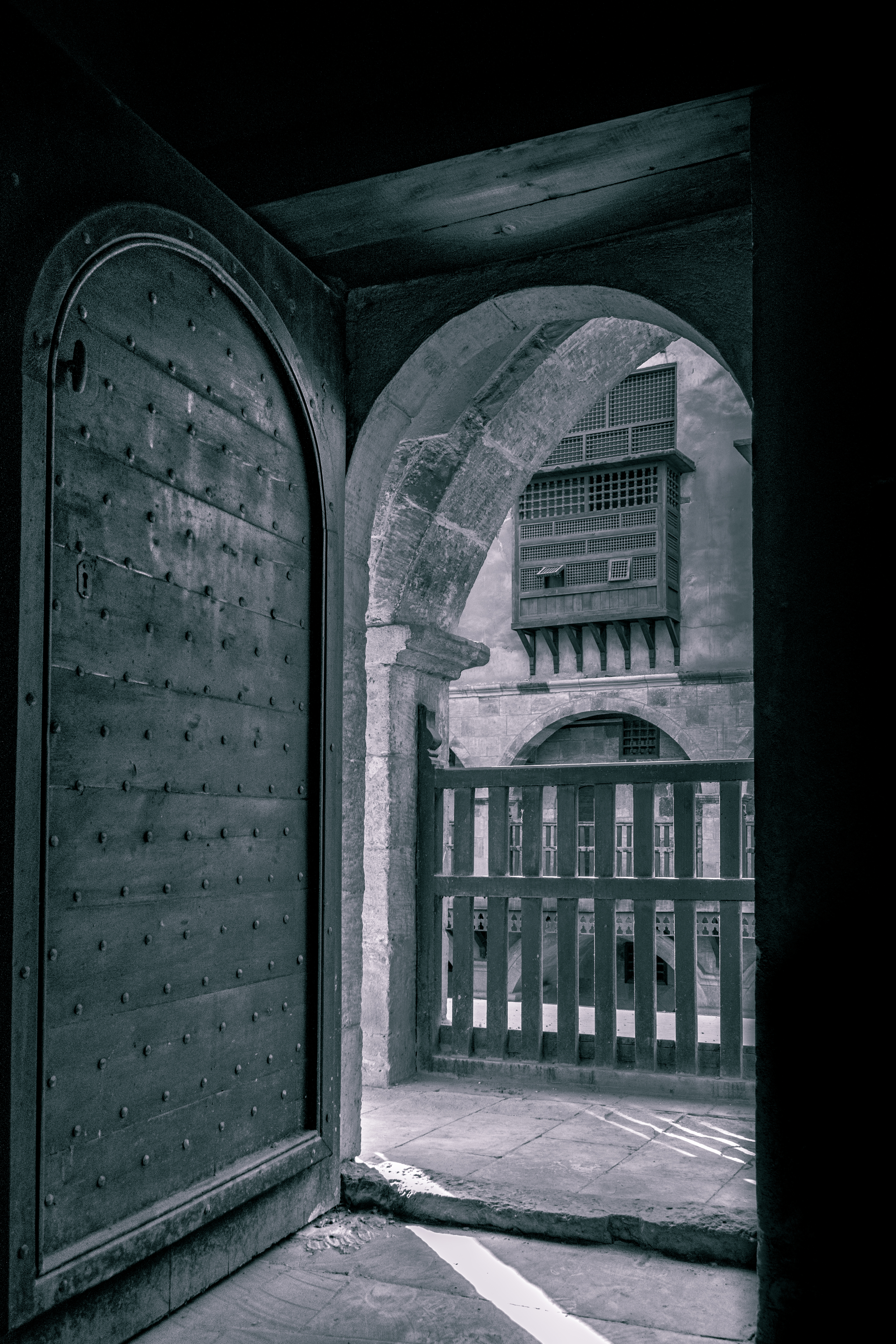
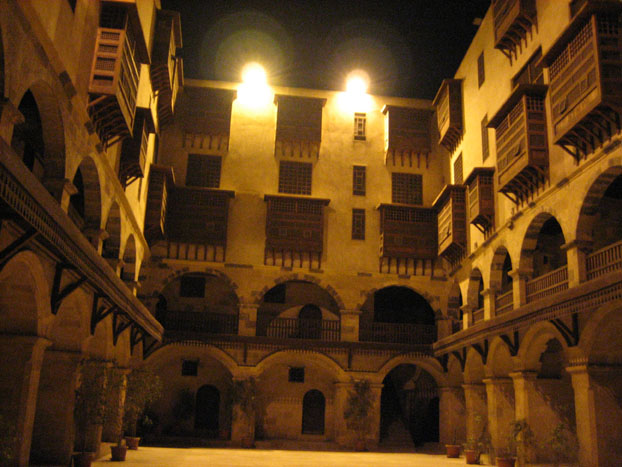
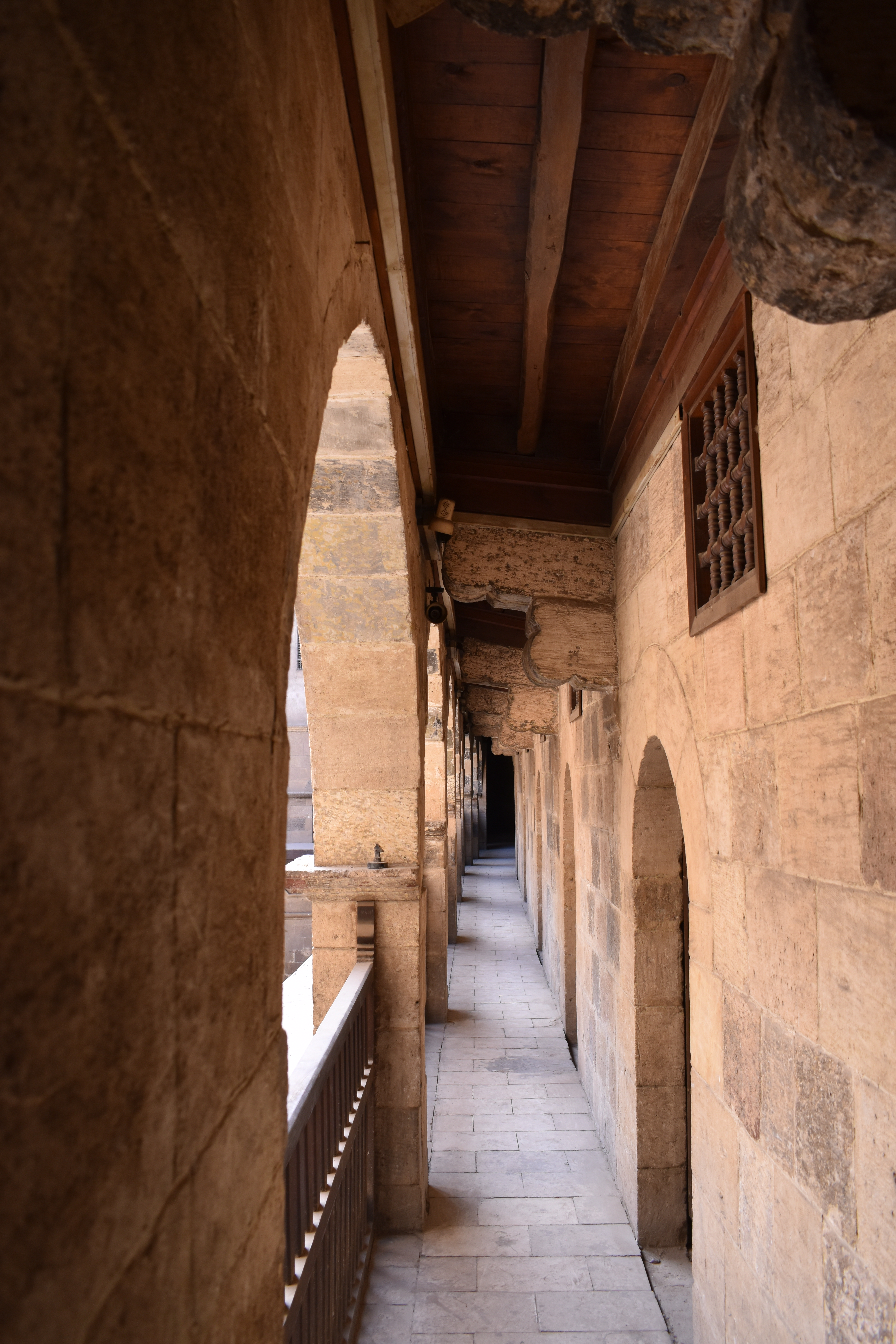
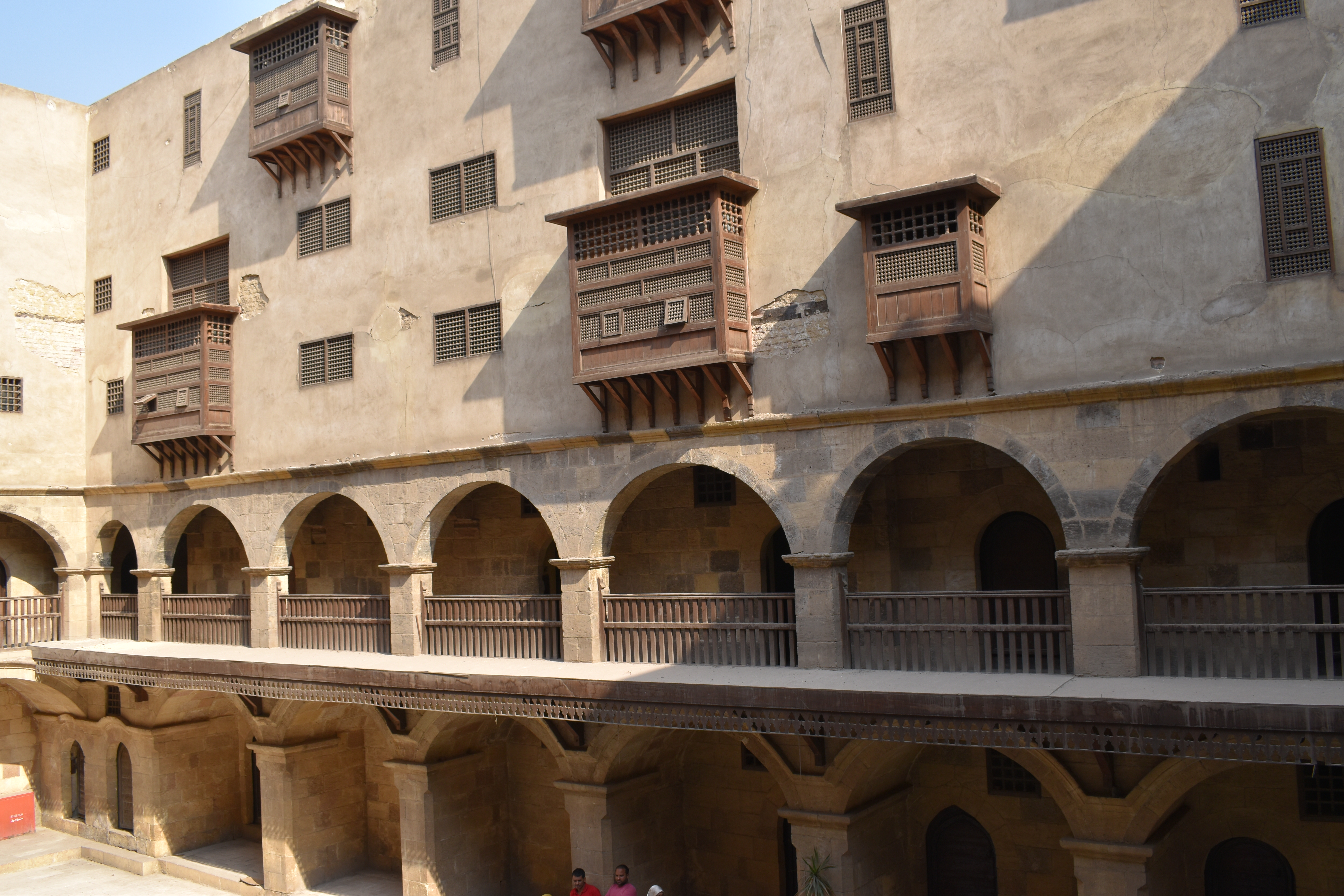
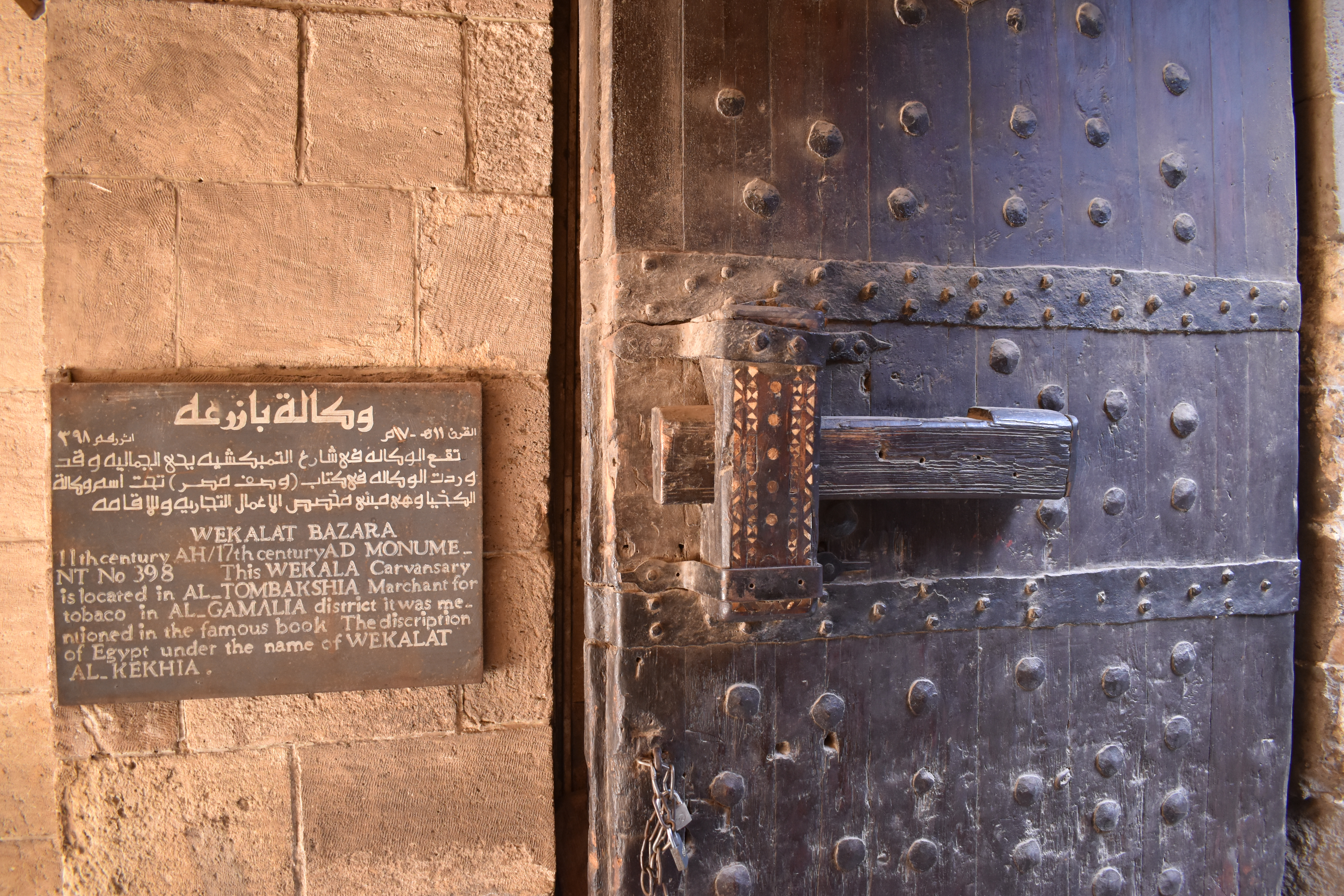
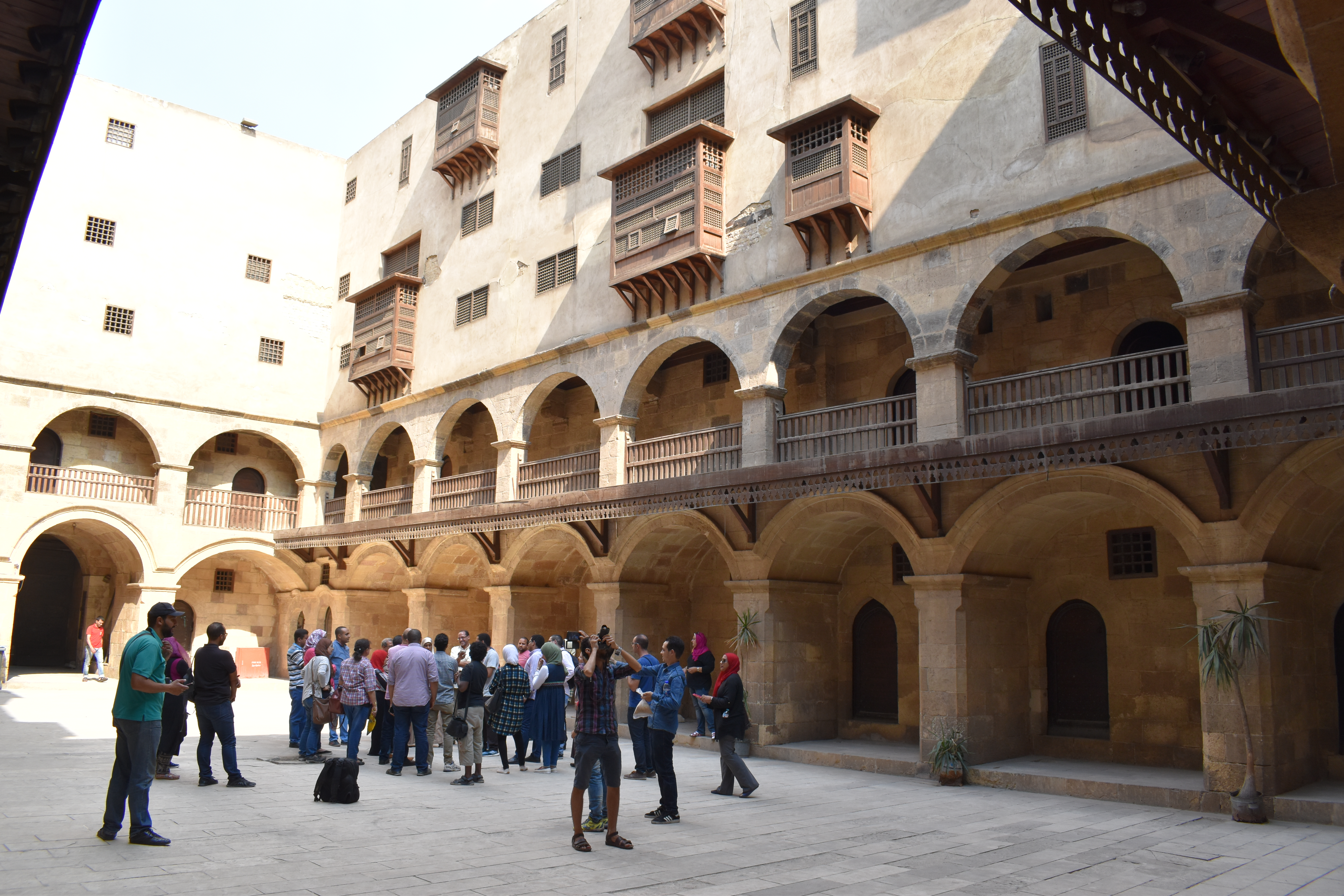
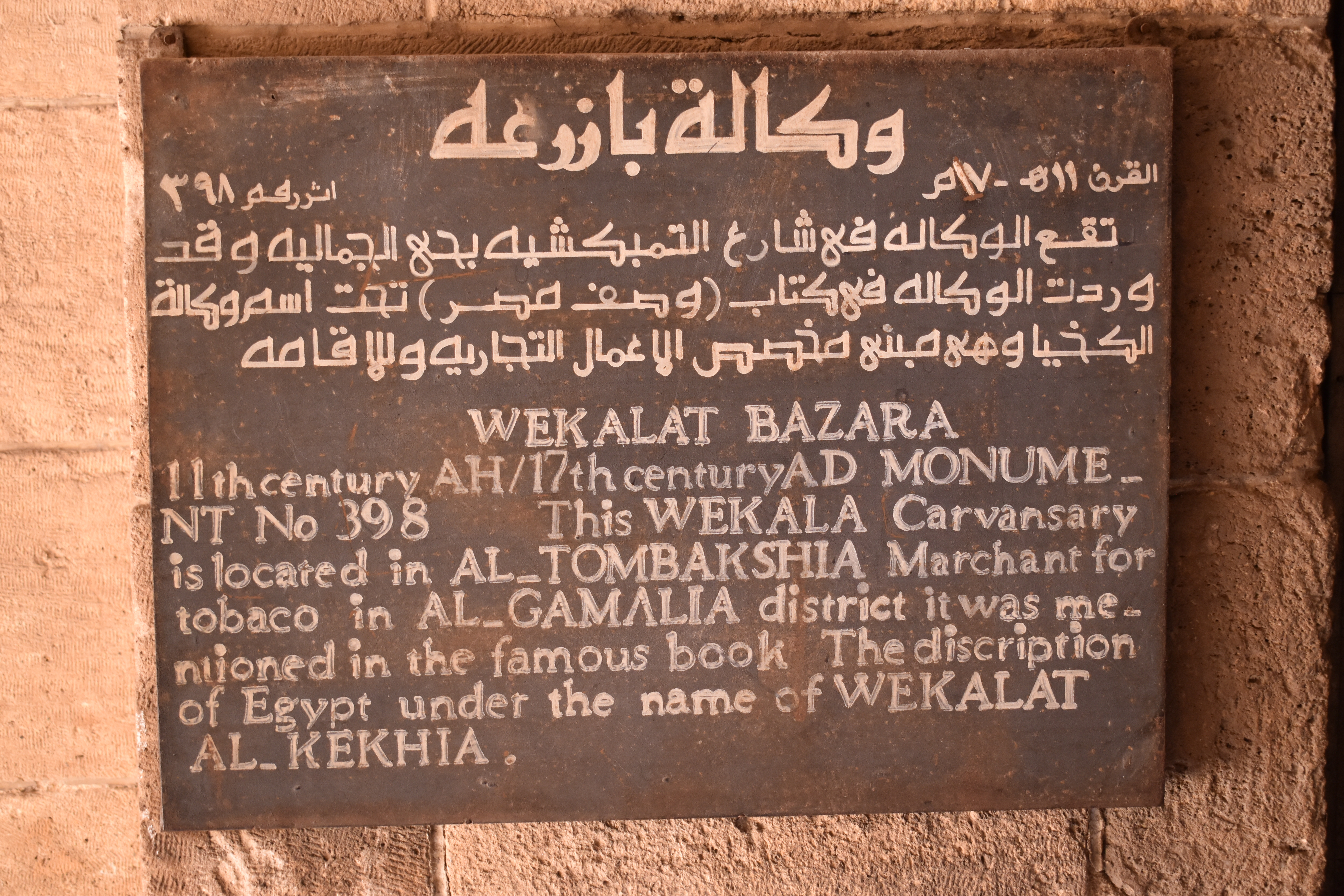
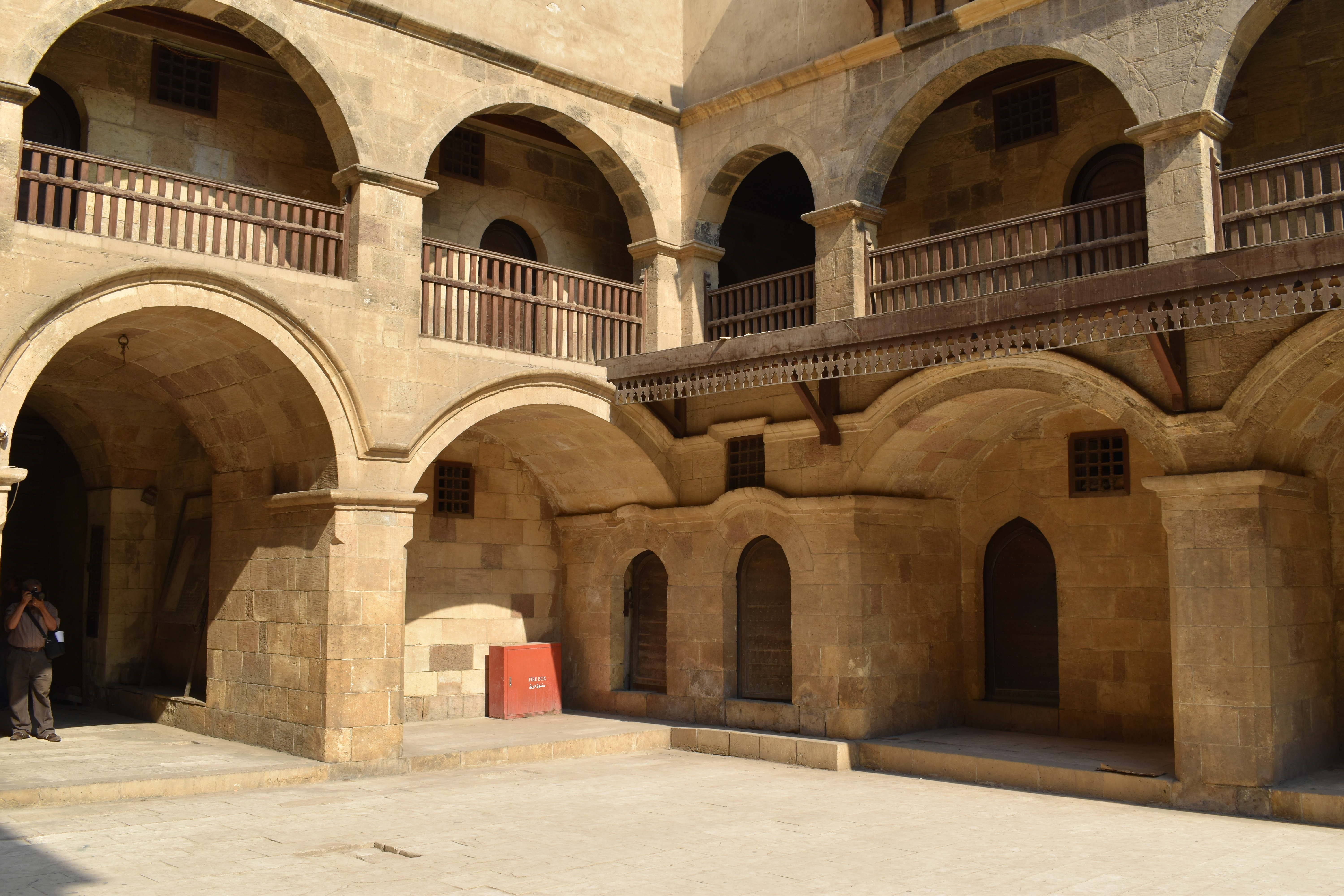
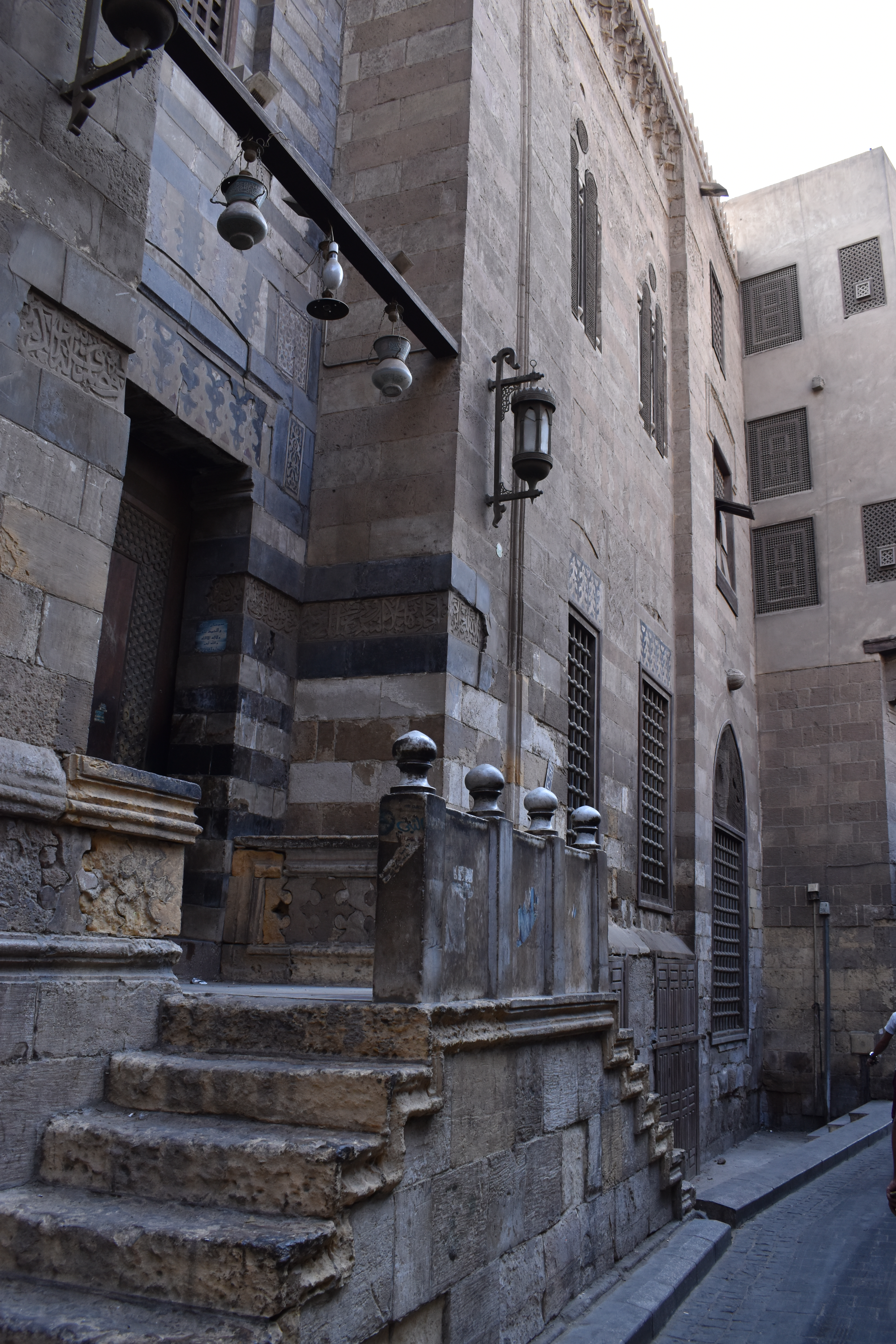